# SC Erebuni Dilijan
Sport Club Erebuni «Impuls» Dilijan is een professionele Armeense voetbalclub en statutair gevestigd in de stad Dilijan.
De club is in 2009 ontstaan na het samengaan van Erebuni Jerevan en Impuls Dilijan. De opleidingsteams van de club spelen in de stadswijk Erebuni van de hoofdstad Jerevan.
Nadat de huidige club tot stand kwam, kwam het in het seizoen 2009 uit in de Aradżin chumb (2e niveau) waar het onder de naam Impuls SCED speelde. De club werd kampioen van deze divisie en dwong zo promotie af naar de Bardzragujn chumb. In het seizoen 2010 werd de club vijfde, in 2011 zesde en in het seizoen 2012/13 werd een vijfde plaats behaald. In mei 2013 werd de club opgeheven. Er is nog wel een voetbalschool actief.
In 2016 werd als Erebuni SC een doorstart gemaakt vanuit een in 2007 gestarte voetbalschool. Vanaf het seizoen 2016/17 speelde de club weer. In februari 2019 werd de club door de Armeense voetbalbond uit de competitie gehaald.

## Erelijst
- Impuls Dilijan

Beker van SSR Armenië: 1985
- Impuls SC Erebuni Dijlijan

Kampioen Aradżin chumb: 2009
Alasjkert B · 
FC Andranik ·
Ararat B · 
Ararat-Armenia B · 
BKMA B ·
Gandzasar Kapan · 
Lernayin Artsakh · 
FC Nikarm ·
FC Noah B ·
Onor FC ·
Pjoenik B · 
FC Sjoenik · 
MIKA Asjtarak · 
Sjirak Gjoemri B ·
Urartu B